# Velika nagrada Alzacije 1947
Velika nagrada Alzacije 1947 je bila sedemnajsta dirka za Veliko nagrado v sezoni Velikih nagrad 1947. Odvijala se je 3. avgusta 1947 v Strasbourgu. 

## Rezultati

### Dirka
| Poz | Št | Dirkač                | Moštvo                         | Dirkalnik         | Krogi     | Čas/Odstop |
| --- | -- | --------------------- | ------------------------------ | ----------------- | --------- | ---------- |
| 1   | 8  | Luigi Villoresi       | Scuderia Ambrosiana            | Maserati 4CL      | 85        | 2:45:41.9  |
| 2   | 16 | Yves Giraud-Cabantous | Ecurie France                  | Talbot-Lago T26   | 85        | + 1:13.8   |
| 3   | 18 | Louis Rosier          | Privatnik                      | Talbot-Lago T150C | 82        | +3 krogi   |
| 4   | 22 | Henri Louveau         | Scuderia Automovilistica Milan | Maserati 4CL      | 82        | +3 krogi   |
| 5   | 14 | Charles Pozzi         | Privatnik                      | Talbot-Lago T150C | 82        | +3 krogi   |
| 6   | 4  | Eugène Chaboud        | Privatnik                      | Delahaye 135CS    | 81        | +4 krogi   |
| 7   | 20 | Raph Pierre Levegh    | Ecurie Naphtra Course          | Maserati 4CL      | 80        | +5 krogov  |
| 8   | 26 | Pierre Meyrat         | Privatnik                      | Delahaye 135CS    | 75        | +10 krogov |
| 9   | 28 | Edmond Mouche         | Privatnik                      | Talbot-Lago T150C | 72        | +13 krogov |
| Ods | 30 | Maurice Varet         | Privatnik                      | Delage 3000       | Motor     |            |
| Ods | 32 | Jean-Pierre Wimille   | Equipe Gordini                 | Simca-Gordini T15 | Zavore    |            |
| Ods | 10 | Alberto Ascari        | Scuderia Ambrosiana            | Maserati 4CL      | Ventil    |            |
| Ods | 12 | Louis Chiron          | Privatnik                      | Maserati 4CL      | Menjalnik |            |
| Ods | 24 | Antonio Branca        | Privatnik                      | Maserati 4CL      |           |            |
| Ods | 36 | Jean Brault           | Privatnik                      | Delahaye 135S     |           |            |
| Ods | 6  | Pierre Levegh         | Ecurie Naphtra Course          | Maserati 4CL      |           |            |